# أثر المسرع

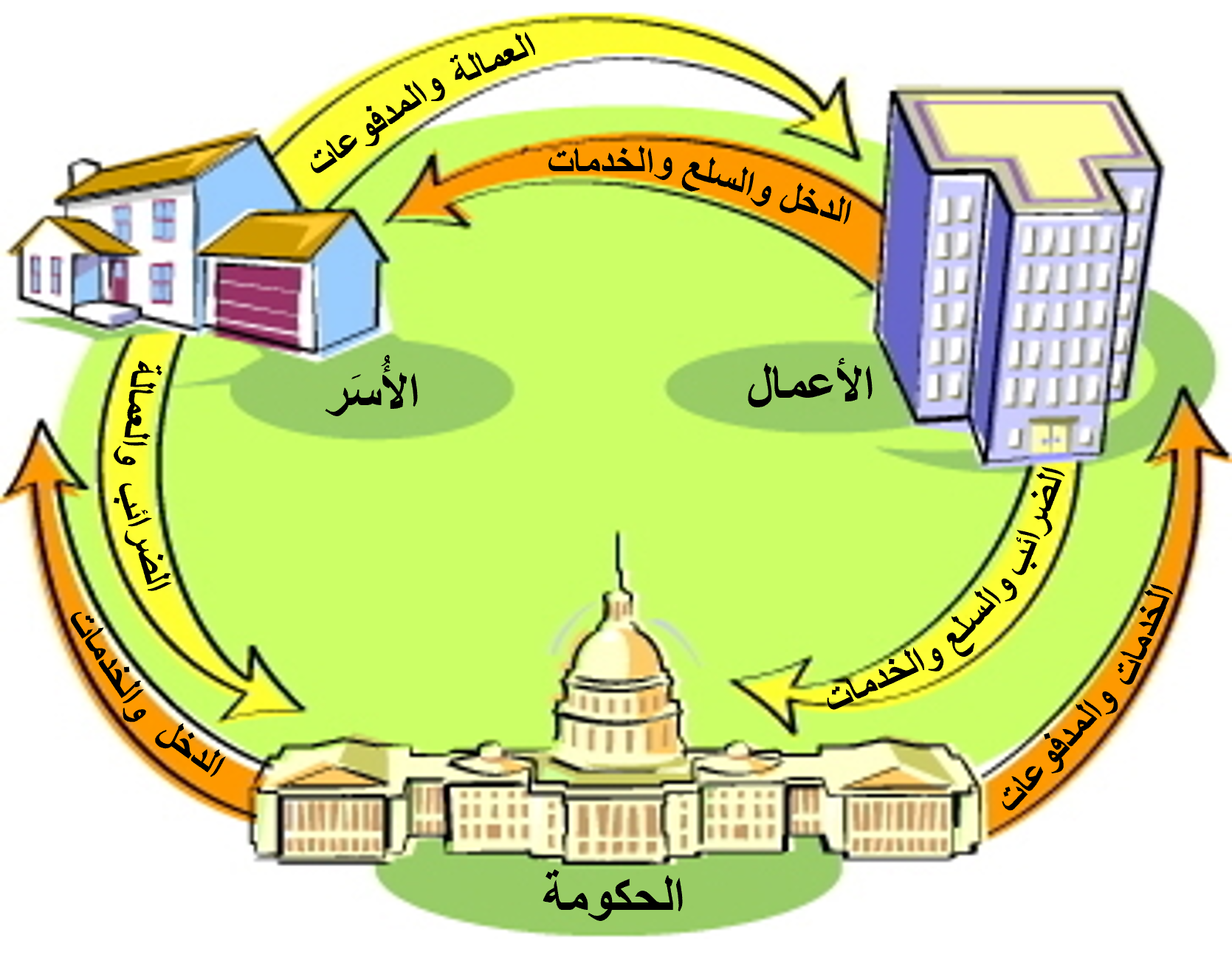
مخطط رسومي للتدفق الداري للمبادئ في الاقتصاد

أثر المُسرّع في الاقتصاد هو أثر إيجابي على الاستثمار الثابت الخاص لنمو اقتصاد السوق (يقاس على سبيل المثال من خلال تغيير ما في الناتج المحلي الإجمالي). يشير ارتفاع الناتج المحلي الإجمالي (ازدهار أو نماء اقتصادي) إلى أن الشركات بشكل عام تشهد ارتفاعًا في الأرباح، وزيادةً في المبيعات والتدفق النقدي، واستخدامًا أكبر للقدرات الحالية. يعني ذلك عادةً أن توقعات الأرباح وثقة الأعمال في ارتفاع، مما يشجع الشركات على بناء المزيد من المصانع والمباني الأخرى وجلب المزيد من الآلات. (يسمى هذا الإنفاق الاستثمار الثابت.) قد يؤدي هذا إلى المزيد من النمو الاقتصادي من خلال تحفيز دخول المستهلك ومشترياته، أي من خلال أثر المضاعف.
يأتي أثر المُسرّع أيضًا بتوجّه آخر: يضر انخفاض الناتج المحلي الإجمالي (الركود) بأرباح الأعمال والمبيعات والتدفقات النقدية واستخدام السعة والتوقعات. وهذا بدوره يثبط الاستثمار الثابت، مما يؤدي إلى تفاقم الركود من خلال أثر المضاعف.
يناسب أثر المُسرّع سلوك اقتصاد ما بشكل أفضل عندما يكون الاقتصاد إما مُبتعدًا عن التوظيف الكامل أو عندما يكون بالفعل أقل من مستوى الإنتاج هذا. وذلك لأن المستويات المرتفعة من الطلب الإجمالي تصطدم بالحدود التي وضعتها القوة العمل الحالية، والمخزون الحالي للسلع الرأسمالية، وتوفر الموارد الطبيعية، والقدرة التقنية للاقتصاد على تحويل المدخلات إلى منتجات.

## أثر المضاعف مقابل أثر التسارع
أثر التسارع هو الظاهرة التي يتحرك فيها المتغير نحو قيمته المنشودة بشكل أسرع وأسرع مع مراعاة الوقت. يكون المتغير عادةً هو رأس المال. لا يؤخذ رأس المال الثابت في الاعتبار في النماذج الكينزية، وبالتالي يصبح معامل التسارع مقلوب المضاعف ويتحول قرار الرأسمال إلى قرار استثمار. في النظرية العامة أكثر، التي يحدِّد فيها قرار الرأسمال المستوى المطلوب لرأس المال (الذي يتضمن رأس المال الثابت ورأس المال العامل)، ويحدِّد قرار الاستثمار تغيير رأس المال في فترات متسلسلة، يظهر أثر التسارع فقط كونه فجوة الفترة الحالية المؤثرة على الاستثمار الحالي، وكذلك تكون الفجوات السابقة. يحتوي مُسرّع أفتاليون-كلارك (ف) على مثل هذه الصيغة: {\displaystyle I_{t}=\mu v\sum _{i=1}^{\infty }\left(1-\mu \right)^{i}\left(Y_{t-i}-Y_{t-i-1}\right)}في حين أن المضاعف الكينزي (م) لديه مثل هذه الصيغة:{\displaystyle Y_{t}=mI_{t}={\frac {1}{1-MPC}}I_{t}}إذ إن إم بي سي (MPC) هو الميل الحدي للاستهلاك، وقد شرح هايك فكرة المُسرّع جيدًا.

## دورات الأعمال مقابل أثر التسارع
بما أن أثر التسارع يُملي أن زيادة الدخل تُسرّع من تراكم رأس المال، وأن انخفاض الدخل يُسرّع استنفاد رأس المال (في نموذج بسيط)، فقد يتسبب ذلك في أن يصبح النظام غير مستقر أو دوري، وبالتالي يكون العديد من أنواع نماذج دورة الأعمال من نوع (نماذج دورة المُسرّع-المضاعف).